# Doraemon (1973)
Doraemon (ドラえもん, Doraemon) é uma série de anime de 1973 baseada no mangá homónimo de Fujiko Fujio. Foi produzido pelo estúdio de animação Tokyo Movie Shinsha e transmitido no Japão pela Nippon TV entre 1 de abril e 30 de setembro de 1973. Foi o primeiro anime de Doraemon a ser produzido.

## Enredo
Nobita Nobi é tão azarado que até seus descendentes do século XXII continuam empobrecidos, é o resultado por ser tão desajeitado no século XX. Numa tentativa de elevar o seu estatuto social, o criado dele, um gato robô chamado Doraemon, decide viajar de volta no tempo e orientar Nobita no caminho certo para a fortuna. Infelizmente, Doraemon, é um robô disfuncional que a família adquiriu por acidente (mas optou por manter), mas não é muito melhor do que Nobita. O robô leva Nobita em muitas aventuras, e, ao mesmo tempo, a vida de Nobita certamente é mais emocionante com o gato robô do futuro, o que é questionável se é de facto melhor a maneira que Doraemon havia planeado.

## Produção e emissão
A série foi transmitida entre 25 de maio e 30 de setembro de 1973, no canal Nippon Television. Foram produzidos 26 episódios, divididos em 52 segmentos individuais. Um filme-piloto foi produzido em 1972 e exibido como teste de audiências em janeiro de 1973. Dentre o público, estava o criador de Doraemon, Fujiko F. Fujio. Inicialmente aprovaram o programa, mas quando lhes foi mostrado o progresso, ficaram aparentemente indignados pelo facto de terem mudado as personalidades de Nobita e Doraemon. O programa foi frequentemente retransmitido ao longo dos anos 70. A estação Toyama Television, foi a última a transmitir a série, tendo sido transmitida de 3 a 24 de julho de 1981, e pouco depois, em agosto do mesmo ano. A estação transmitiu a série em segmentos individuais. A 3 de agosto, a editora da manga Doraemon pediu à estação que deixasse de transmitir o programa, para garantir que a reputação da série mais famosa e mais longa de 1979 não fosse prejudicada. A equipa de animação da série, Nippon TeleMovie Productions, foi à falência em 1981. Antes de se extinguirem, tentaram cobrir dívidas, vendendo os masters da série de 1973, e destruindo cels e storyboards num incêndio de querosene. Em 1995, a empresa japonesa de pós-produção IMAGICA, descobriu ter os episódios 18 e 20 a 26 nos seus arquivos, assim como os segmentos 5A, 10B e 12B.
Em 2003, o chefe de produção do programa, Hiroshi Shimozaki, agora sob o nome Masami Jun ou "mcsammy", mostrou vários episódios e bobinas de corrida (filmagens em bruto). Mais tarde, carregou versões de baixa qualidade da abertura e créditos para o seu site, apenas numa página protegida por membros e por palavra-passe. No entanto, alguns minutos após o carregamento, foi-lhe dito que a introdução e créditos já tinham sido carregados para o site anónimo japonês 2channel. Ele removeu os vídeos do seu site imediatamente, mas já era demasiado tarde. Várias imagens dos episódios já tinham sido carregadas para o GeoCities. No final dos anos 90, uma pessoa anónima apareceu com uma gravação VHS do episódio "O Relógio do Estômago", datado de 1978. Foram carregados vários clipes de áudio, mas o site onde estavam alojados foi removido. Em 2015, um utilizador do YouTube descobriu parte de um episódio a ser transmitido numa televisão numa cena de um filme pornográfico japonês dos anos 70.
É quase impossível encontrar informações sobre esta versão de Doraemon. Não existem episódios online, ou em media doméstica, para além de uma gravação do áudio do episódio final. A única filmagem atualmente disponível são os uploads de Jun da abertura e créditos. Contudo, as filmagens são de qualidade muito baixa (240p 193kbit/s vídeo, 128kbit/s áudio).

## Sequência de abertura
O título da sequência de abertura da série é uma das poucas peças sobreviventes das filmagens da série, que não foi destruída pelo incêndio que acabou com quase todas as filmagens deste anime, e foi carregada no YouTube em fevereiro de 2006.
A sequência de abertura mostra Doraemon viajando de volta no tempo e saindo através da mesa de Nobita, em seguida, vai a andar até ao redor da cidade de Nobita com muitos cidadãos e animais olhando para ele assustados quando passa. Logo Doraemon enfrenta Gian, que perseguia Nobita pela rua com um taco de basebol, e o coloca em cima de um pilar muito alto com uma invenção que ele tirou do bolso de quatro dimensões, e ele então fica completamente distraído após correr em pânico ao ver um rato (que está preso numa corda, no qual Suneo fez isso), e, em seguida, caminha até um edifício alto e se agarra num relógio, fazendo com que o ponteiro do relógio gire em torno de como ele segura, com Doraemon ainda em pânico, a sequência de abertura termina.

## Episódios
| N°    | Título                                                                                                  | Data de estreia no Japão |
| ----- | --- | ------------------------ |
| 1-2   | A) 出た！！ドラえもん (Deta!! Doraemon) B) ペコペコバッタ大騒動 (Pekopekobatta ōsōdō)                   | 1 de abril de 1973       |
| 3-4   | A) 屋根の上のすてきな子 (Yane no ue no suteki na ko) B) のび太のご先祖さん (Nobita no go senzo-san)     | 8 de abril de 1973       |
| 5-6   | A) キューピッドですきすき作戦 (Kyūpiddo de suki suki sakusen) B) 弱味をにぎれ (Yowami o nigire)         | 15 de abril de 1973      |
| 7-8   | A) ねずみに弱い猫もある (Nezumi ni yowai neko mo aru) B) ガキ大将をやっつけろ (Gakitaishō o yattsukero) | 22 de abril de 1973      |
| 9-10  | A) おせじ鏡 (Oseji kagami) B) パパとママの結婚記念日 (Papa to mama no kekkon kinenbi)                   | 29 de abril de 1973      |
| 11-12 | A) のろいカメラ (Noroi kamera) B) 宝くじ大当り作戦 (Takarakuji ōatari sakusen)                          | 6 de maio de 1973        |
| 13-14 | A) 決闘！のび太とジャイアン (Kettō! Nobita to Jaian) B) わたしは誰でしょう (Watashi ha dare deshō)      | 13 de maio de 1973       |
| 15-16 | A) アベコンベ騒動 (Abekonbe sōdō) B) おばけ屋敷の謎 (Obake yashiki no nazo)                             | 20 de maio de 1973       |
| 17-18 | A) クイック・スロー大作戦 (Kuikku surō daisakusen) B) のび太は雨男 (Nobita wa ame otoko)                | 27 de maio de 1973       |
| 19-20 | A) ウルトラミキサー (Urutora Mikisā) B) ねがい星流れ星 (Negaiboshi nagareboshi)                         | 3 de junho de 1973       |
| 21-22 | A) ふしぎなふろしき (Fushigi na furoshiki) B) のび太のおばあちゃん (Nobita no obā-chan)                 | 10 de junho de 1973      |
| 23-24 | A) 大リーグ赤バット (Dai rīgu aka batto) B) 男は力で勝負する (Otoko wa chikara de shōbu suru)           | 17 de junho de 1973      |
| 25-26 | A) ガチャ子登場 (Gacha-ko tōjō) B) おしゃべり口べに (Oshaberi kuchibe ni)                               | 24 de junho de 1973      |
| 27-28 | A) すきすきカメラ (Suki suki kamera) B) 天の川でデイトしよう (Amanogawa de deito shiyō)                 | 1 de julho de 1973       |
| 29-30 | A) へんなロボットカー (Hen'na robotto kā) B) ニコニコせっけん (Nikoniko sekken)                         | 8 de julho de 1973       |
| 31-32 | A) おれ署長のだいり (Ore shochō no dairi) B) さあ夏だ！スキーをやろう (Sā natsu da! Sukī o yarō)        | 15 de julho de 1973      |
| 33-34 | A) 成績表はいやだなあ (Seiseki-hyō wa iyada nā) B) 自分のかげをつかまえろ (Jibun no kage o tsukamaero)  | 29 de julho de 1973      |
| 35-36 | A) 潜水艦で海へ行こう (Sensuikan de umi he ikō) B) くっるたハラ時計 (Kurruta hara tokei)                | 5 de agosto de 1973      |
| 37-38 | A) キャンプ騒動 (Kyanpu sōdō) B) 忘れな草って何だっけ (Wasurenagusa tte nani dakke)                     | 12 de agosto de 1973     |
| 39-40 | A) クーラーパラソル (Kūrā parasoru) B) いつでも日記 (Itsudemo nikki)                                    | 19 de agosto de 1973     |
| 41-42 | A) 宿題おばけが出た (Shukudai obake ga deta) B) お天気ボックス (Otenki bokkusu)                         | 26 de agosto de 1973     |
| 43-44 | A) ぼくに清き一票を (Boku ni kiyoki ichi-pyō o) B) まんが家修行 (Mangaka shugyō)                        | 2 de setembro de 1973    |
| 45-46 | A) すてきなガールフレンド (Sutekina gārufurendo) B) 花いっぱい騒動 (Gaippai sōdō)                       | 9 de setembro de 1973    |
| 47-48 | A) そっくりクレヨン (Sokkuri kureyon) B) 静香の誕生日 (Shizuka no tanjōbi)                              | 16 de setembro de 1973   |
| 49-50 | A) 宇宙飛行士になりたい (Uchū hikōshi ni naritai) B) まいごマゴマゴ大騒動 (Maigo magomago ōsōdō)        | 23 de setembro de 1973   |
| 51-52 | A) ネンドロン大騒動 (Nendoron ōsōdō) B) さようならドラえもん (Sayōnara Doraemon)                        | 30 de setembro de 1973   |

## Música
| Japão        | Japão                             | Japão        | Japão    |
| Tipo         | Título                            | Intérprete   | Episódio |
| ------------ | --------------------------------- | ------------ | -------- |
| Abertura     | Doraemon (ドラえもん)             | Harumi Naitō | Todos    |
| Encerramento | Doraemon Rumba (ドラえもんルンバ) | Harumi Naitō | Todos    |

## Elenco
| Personagem          | Japão                                          |
| ------------------- | ---------------------------------------------- |
| Doraemon            | Kōsei Tomita (1ª voz) Masako Nozawa (2ª voz)   |
| Nobita Nobi         | Yoshiko Ōta                                    |
| Shizuka Minamoto    | Masako Ebisu                                   |
| Takeshi Goda/Gian   | Kaneta Kimotsuki                               |
| Suneo Honekawa      | Shun Yashiro                                   |
| Mãe do Nobita       | Noriko Ohara                                   |
| Pai do Nobita       | Ichirō Murakoshi                               |
| Sewashi             | Keiko Yamamoto                                 |
| Professor do Nobita | Osamu Kato (1ª voz) Masashi Amenomori (2ª voz) |

## Equipa
- Criador original: Hiroshi Fujimoto
- Música: Shunsuke Kikuchi
- Edição: Kevin James Stevens
- Gerente coprodutor: Tomohira Sayamura
- Cocriador original: Motoo Abiko
- Direção: Tsutomu Shibayama
- Produção: Tokyo Movie Shinsha/Nippon Television Network